# زولا پوگوژلسکا
زولا پوگوژلسکا (لهستانی: Zula Pogorzelska؛ ۱۸۹۶ – ۱۰ فوریه ۱۹۳۶) هنرپیشه کاباره و سینما، هنرمند رقص و خواننده اهل لهستان بود.
او نخستین هنرمندی بود که رقص چارلستون را در لهستان معرفی کرد.
زولا همسر هنرمند مشهور کاباره و سینما کنراد تم بود.
از فیلم‌ها یا مجموعه‌های تلویزیونی که وی در آن‌ها نقش داشته است می‌توان به دوازده صندلی، یکصد متر عشق و اسباب‌بازی اشاره نمود.